# Saalfelder Höhe
Saalfelder Höhe era un comune di 3.307 abitanti della Turingia, in Germania.
Appartieneva al circondario di Saalfeld-Rudolstadt.

## Storia
Il comune di Saalfelder Höhe fu soppresso nel 2018 e il suo territorio aggregato alla città di Saalfeld/Saale.

## Geografia antropica

### Frazioni
Il comune era costituito dai seguenti centri abitati:
- Kleingeschwenda (capoluogo)
- Bernsdorf
- Birkenheide
- Dittrichshütte
- Burkersdorf
- Braunsdorf
- Eyba
- Hoheneiche
- Unterwirbach
- Volkmannsdorf
- Wickersdorf